# Золотий м'яч 1957
«Золотий м'яч 1957»

17 грудня 1957
Найкращий футболіст Європи: 
 Альфредо Ді Стефано
 (вперше)

← 1956 Золотий м'яч 1958 →
Золотий м'яч 1957 року — 2-ге щорічне визначення найкращого футболіста Європи організоване французьким журналом «Франс Футбол».

## Процедура голосування
Участь у голосуванні за визначення найкращого футболіста в Європі взяли представники 16 футбольних асоціацій УЄФА, зокрема: Австрії, Англії, Бельгії, Іспанії, Італії, Нідерландів, Португалії, Туреччини, Угорщини, Франції, ФРН, Чехословаччини, Швейцарії, Швеції, Шотландії та Югославії.
Кожен із членів журі обирав п'ятьох футболістів, які, на його думку, є найкращими гравцями Європи. За перше місце нараховували 5 очок, за друге — чотири, за третє — три, за четверте — два, за п'яте — одне очко. Максимально найкращий футболіст міг отримати 80 очок.
Результати голосування були опубліковані 17 грудня 1957 року в журналі France Football (№ 613).

## Підсумки голосування
Вперше володарем нагороди став 31-річний іспанський (раніше — аргентинський) нападник мадридського «Реала» Альфредо Ді Стефано.
| Місце | Гравець                 | Клуб                    | Країна            | Очки | %      | Місця | Місця | Місця | Місця | Місця | К-ть голосів |
| Місце | Гравець                 | Клуб                    | Країна            | Очки | %      | 1-ше  | 2-ге  | 3-тє  | 4-те  | 5-те  | К-ть голосів |
| ----- | ----------------------- | ----------------------- | ----------------- | ---- | ------ | ----- | ----- | ----- | ----- | ----- | ------------ |
| 1     | Альфредо Ді Стефано     | Реал Мадрид             | Іспанія           | 72   | 90 %   | 12    | 3     |       |       |       | 15           |
| 2     | Біллі Райт              | Вулвергемптон Вондерерз | Англія            | 19   | 23,8 % | 1     | 2     | 2     |       |       | 5            |
| 3     | Данкан Едвардс          | Манчестер Юнайтед       | Англія            | 16   | 20 %   |       | 1     | 3     | 1     | 1     | 6            |
| 3     | Раймон Копа             | Реал Мадрид             | Франція           | 16   | 20 %   |       |       | 3     | 3     | 1     | 7            |
|       |                         |                         |                   |      |        |       |       |       |       |       |              |
| 5     | Ладіслав Кубала         | Барселона               | Угорщина          | 15   | 18,8 % |       | 3     | 1     |       |       | 4            |
| 6     | Джон Чарлз              | Лідс Юнайтед Ювентус    | Уельс             | 14   | 17,5 % | 1     | 1     | 1     | 1     |       | 4            |
| 7     | Едуард Стрєльцов        | Торпедо (Москва)        | СРСР              | 12   | 15 %   |       | 1     | 2     | 1     |       | 4            |
| 8     | Томмі Тейлор            | Манчестер Юнайтед       | Англія            | 10   | 12,5 % |       | 1     | 1     | 1     | 1     | 4            |
| 9     | Йожеф Божик             | Гонвед                  | Угорщина          | 9    | 11,3 % | 1     |       |       | 2     |       | 3            |
| 9     | Ігор Нетто              | Спартак (Москва)        | СРСР              | 9    | 11,3 % |       | 1     | 1     |       | 2     | 4            |
|       |                         |                         |                   |      |        |       |       |       |       |       |              |
| 11    | Лев Яшин                | Динамо (Москва)         | СРСР              | 8    | 10 %   | 1     |       |       | 1     | 1     | 3            |
| 12    | Франсіско Хенто         | Реал Мадрид             | Іспанія           | 7    | 8,8 %  |       | 1     |       | 1     | 1     | 3            |
| 12    | Дьюла Грошич            | Гонвед Татабанья        | Угорщина          | 7    | 8,8 %  |       | 1     |       |       | 3     | 4            |
| 14    | Денні Бланчфлауер       | Тоттенгем Готспур       | Північна Ірландія | 4    | 5 %    |       | 1     |       |       |       | 1            |
| 14    | Милош Милутинович       | Партизан                | Югославія         | 4    | 5 %    |       |       | 1     |       | 1     | 2            |
| 14    | Хуан-Альберто Скьяффіно | Мілан                   | Італія            | 4    | 5 %    |       |       | 1     |       | 1     | 2            |
| 17    | Герхард Ганаппі         | Рапід (Відень)          | Австрія           | 3    | 3,8 %  |       |       |       | 1     | 1     | 2            |
| 17    | Джонні Гейнс            | Фулгем                  | Англія            | 3    | 3,8 %  |       |       |       | 1     | 1     | 2            |
| 17    | Стенлі Метьюз           | Блекпул                 | Англія            | 3    | 3,8 %  |       |       |       | 1     | 1     | 2            |
| 20    | Шандор Кочиш            | Янг Фелловз Ювентус     | Угорщина          | 2    | 2,5 %  |       |       |       | 1     |       | 1            |
| 20    | Горст Шиманяк           | Вупперталер             | Німеччина         | 2    | 2,5 %  |       |       |       | 1     |       | 1            |
| 22    | Курт Хамрін             | Падова                  | Швеція            | 1    | 1,3 %  |       |       |       |       | 1     | 1            |
| 22    | Ладислав Новак          | Дукла                   | Чехословаччина    | 1    | 1,3 %  |       |       |       |       | 1     | 1            |

## Цікаві факти
- Розподіл по амплуа серед 23 футболістів згаданих в анкетах наступний: 2 воротарі, 3 захисники, 4 півзахисники та 14 нападників.[1]
- З 23 гравців згаданих в анкетах 5 представляли Англію, по 3 — Іспанію, Угорщину та СРСР.
- Вперше серед номінантів з'явилися футболісти Уельсу, Югославії, Північної Ірландії, ФРН та Швеції.
- Другий рік поспіль Альфредо Ді Стефано та Раймон Копа потрапили у трійку найкращих.
- Данкан Едвардс помер 21 лютого 1958 року, через 15 днів після Мюнхенської авіакатастрофи, а Томмі Тейлор загинув у катастрофі.
- Це перше з п'яти поспіль попадань в десятку найкращих для Джона Чарльза. Його найгіршим результатом за ці п'ять років було 8-ме місце.
- Італію в опитуванні від імені щотижневика «Кальчо Іллюстрато» представляв знаменитий тренер Вітторіо Поццо — чемпіон світу 1934 та 1938 років.
- Альфредо Ді Стефано став першим володарем трофею аргентинського походження. Після нього «Золотий м'яч» отримували Омар Сіворі (1961) та Ліонель Мессі (2009, 2010, 2011, 2012, 2015, 2019, 2021, 2023).